# اندیس کلار دشت
کلار دشت یک اندیس فلزی است که در حوالی شهر مرزن آباد استان مازندران قرار دارد و مادهٔ معدنی موجود در آن، تنگستن است.  در این اندیس، پاراژنز‌های زیرکونیوم یافت می‌شوند.